# Karl Schönewolf
Karl Schönewolf (* 12. Dezember 1894 in Frankfurt am Main; † 28. August 1962 in Berlin) war ein deutscher Musikwissenschaftler und Musikkritiker in der DDR.

## Leben und Wirken
Karl Schönewolf wurde 1894 in Frankfurt am Main geboren. Seine praktische musikalische Ausbildung begann er in Wiesbaden und führte diese am Kölner Konservatorium fort. Musikwissenschaft studierte er vor und nach dem Ersten Weltkrieg an den Universitäten Freiburg im Breisgau, Göttingen, München und Marburg. Diese theoretische Ausbildung schloss er 1923 mit der Dissertationsschrift Ludwig Tieck und die Musik. Ein Beitrag zur Geschichte der deutschen Romantik ab. Im Ruhrgebiet lernte er das journalistische Arbeiten und brachte es schließlich zum Musikkritiker führender Tageszeitungen. So war er 1925 Feuilletonchef bei den Dresdner Neuesten Nachrichten. Zum 1. Mai 1933 trat er der NSDAP bei. 1934 wechselte er in gleicher Position nach Hamburg und später nach Breslau über. Dort vertrat er in seinen Kunstbetrachtungen die Ideologie der nationalsozialistischen Machthaber. Während des Zweiten Weltkriegs geriet er als Soldat in sowjetische Kriegsgefangenschaft, aus der er 1947 zurückkehrte.
In Berlin ansässig geworden, verfolgte er eine Karriere als Musikschriftsteller, diesmal als SED-Mitglied auf marxistisch-leninistischer Linie. Der neue, aus der sowjetischen Besatzungszone hervorgegangene Staat hatte keinen vergleichbaren Kenner auf musikwissenschaftlichem Gebiet, wodurch sich Schönewolf für die Kulturpolitik als enorm wichtig erwies. Der Musikwissenschaftler Michael Berg bemerkte zu diesem Sachverhalt, dass in der DDR oftmals die einstigen „geistigen Brunnenvergifter – Gefolgstreue vorausgesetzt – erneut zu ideologisch-propagandistischer Helferschaft langfristig Gelegenheit bekamen“. In seinem zweibändigen Werk Beethoven in der Zeitenwende (1953) zeichnete er ein beflissen marxistisch-leninistisches Bild des bekannten Komponisten. In einem Nachruf wurde der verstorbene Schönewolf im Neuen Deutschland denn auch mit Ein sozialistischer Kritiker betitelt.
Mit „sicherem Urteilsvermögen“ ausgestattet, galt Schönewolf unter den Redakteuren seines Landes als „einer unserer profiliertesten Musikwissenschaftler“. Die Berliner Zeitung, für die er zuletzt arbeitete, verdanke ihm, schrieb sie, „nicht nur Gespräche und Begegnungen mit hervorragenden Persönlichkeiten des nationalen und internationalen Musikschaffens, sondern auch wirkungsvolle Beiträge zu allen wesentlichen Opern- und Konzertaufführungen in Berlin und den anderen Bezirken der DDR“. Zuvor waren Theater der Zeit, Musik und Gesellschaft, das Neue Deutschland, Die Weltbühne, die National-Zeitung und der Sonntag Abnehmer seiner Beiträge. Letztgenannte kulturelle Wochenzeitung rühmte Schönewolf: „Dieses Mannes Arbeit verdient in seiner Wahrheitsliebe, seiner redlichen Pflichterfüllung unser aller Dank.“
Er verfasste außerdem Einführungstexte auf Schallplattenhüllen klassischer Werke und war beratend bei einem dokumentarischen Musikfilm tätig.

## Hauptwerke
- Franz Schubert, ein grosser Volkskünstler. Tribüne Berlin, Berlin 1953.
- Beethoven in der Zeitenwende. 2 Bände. Mitteldeutscher Verlag, Halle (Saale) 1953.
- Konzertbuch Orchestermusik. Teil 1: 17. bis 19. Jahrhundert; Teil 2: 19. bis 20. Jahrhundert. Henschelverlag, Berlin 1958; 1960.

## Aufsätze und Rezensionen (Auswahl)
- Die gesellschaftliche Funktion der Oper … und der Opernspiegel Berlins. In: Sonntag, Nr. 30/1950 vom 23. Juli 1950, S. 15.
- Aufklärung, Klassik und Romantik bei Weber. In: Günter Haußwald (Hrsg.): Carl Maria von Weber. Eine Gedenkschrift. Dresdner Verlag, Dresden 1951, S. 31–38.
- Perspektiven des Musiktheaters. In: Horst Seeger (Hrsg.): Der kritische Musikus. Musikkritiken aus drei Jahrhunderten (= Reclams Universal-Bibliothek; Band 136). Verlag Philipp Reclam jun., Leipzig 1964, S. 259–266, erstveröffentlicht in: Hudebny Rohsledy, 1958.
- Ein neues Instrument: Die Elektronenorgel. In: Berliner Zeitung, Nr. 47/1959 vom 25. Februar 1959, S. 3.
- Musik verbindet die Völker. Erlebnis vom Prager Frühling. Erfolg Kurt Masurs. In: Berliner Zeitung, Nr. 141/1960 vom 28. Mai 1960, S. 6.
- Was ist Musiktheater. In: Berliner Zeitung, Nr. 239/1960 vom 4. September 1960, S. 6.